# Robert Halpin
Pour les articles homonymes, voir Halpin.
Robert Charles Halpin, né le 16 février 1836 à Wicklow et mort le 20 janvier 1894 à Tinakilly (Wicklow), est un marin irlandais. 
Pour sa participation avec succès à la pose de divers câbles télégraphiques sous-marins, il a été surnommé « Mr Cable ».

## Biographie

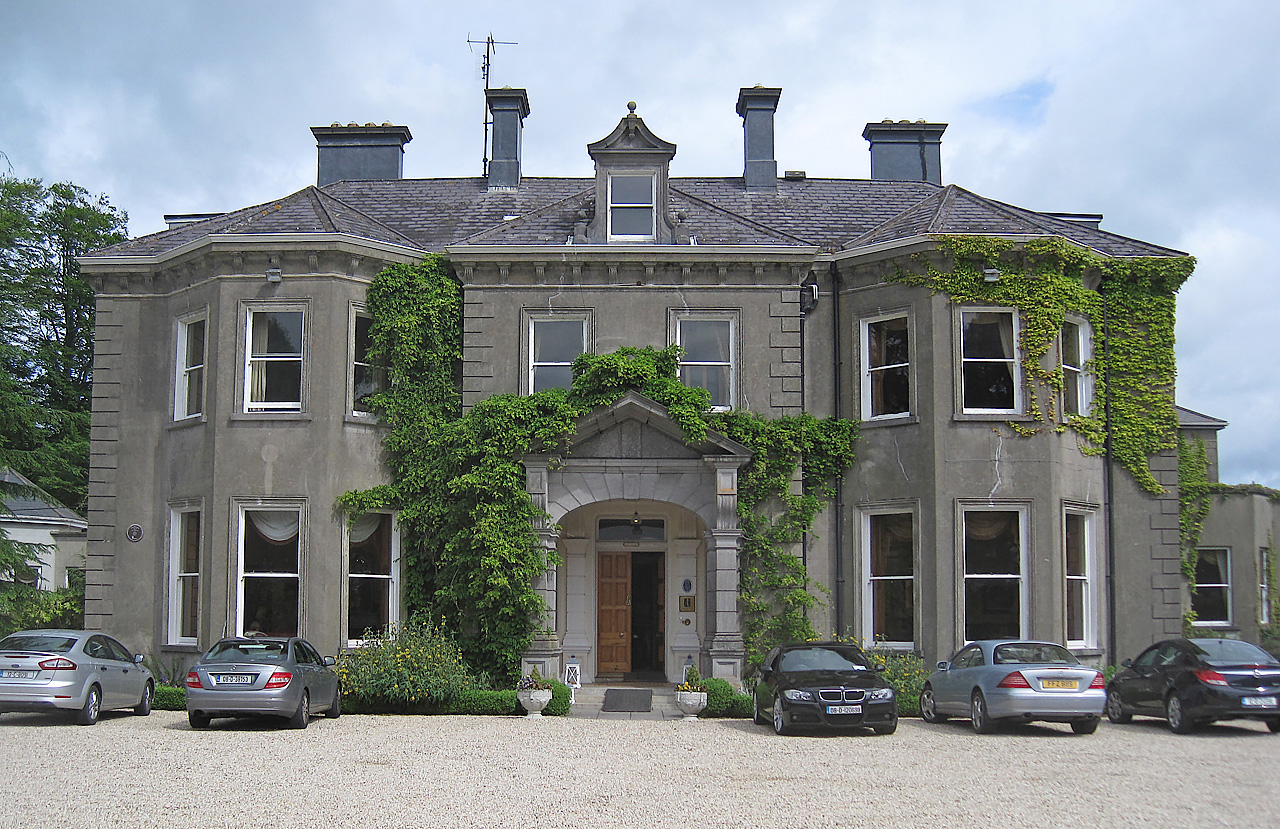
Tinakilly House, vue de face

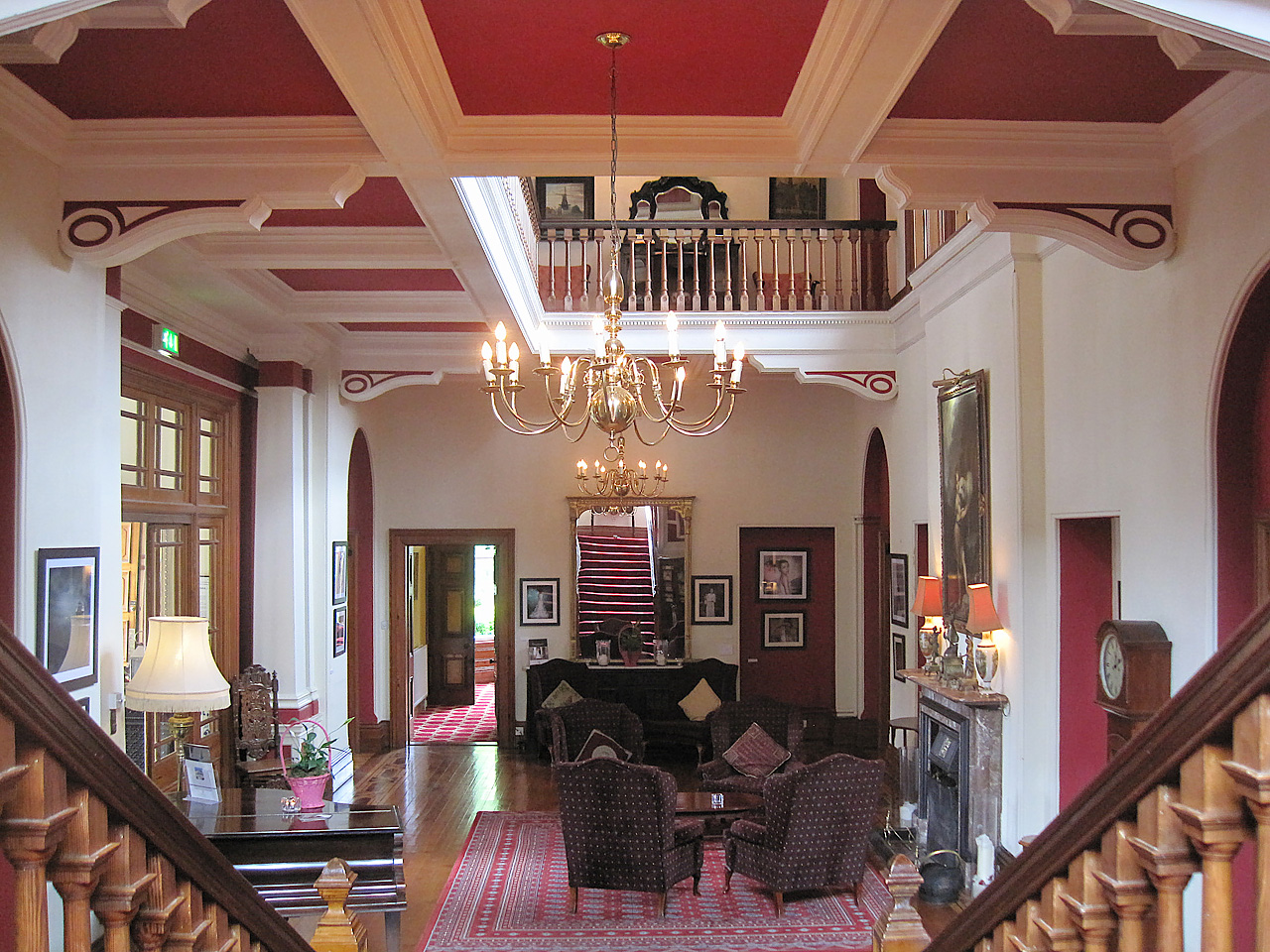
Tinakilly House, intérieur

Entré dans la marine à 10 ans, il devient en 1858 capitaine du Circassion. Il commence à servir sur le Great-Eastern en 1864 et en prend le commandement en 1868 lors de la pose du câble transatlantique reliant Brest à Terre-Neuve. Il participe de même à la pose du câble entre Bombay et Aden par Suez puis en 1873-1874, à celle Madère-Brésil. 
Il sert ensuite dans les mers australiennes mais, après un accident, meurt de la gangrène à Tinakilly en Irlande. Il est enterré, comme d'autres membres de sa famille, à l'église paroissiale de Wicklow avec une pierre tombale en croix celtique marquant la tombe.
Il apparait comme personnage dans le roman de Jules Verne Une ville flottante, l’écrivain le désignant par « le lieutenant H... ».